# Championnat d'Islande de football de deuxième division 2012
Navigation
Saison précédente Saison suivante
Le Championnat d'Islande de football D2 2012 est la 58e édition du championnat de D2 islandaise. À l'issue de la saison deux clubs sont promus en Pepsi deildin et deux sont relégués en 2. deild karla.

## Clubs participants
- BÍ/Bolungarvík
- Fjölnir Reykjavík
- Haukar Hafnarfjörður
- Höttur Egilsstaðir (P)
- Tindastóll Sauðárkrókur (P)
- IR Reykjavik
- KA Akureyri
- Leiknir Reykjavík
- Thróttur Reykjavík
- Thor Akureyri (R)
- Vikingur Ólafsvík
- Vikingur Reykjavik (R)

(R) Relégué de Landsbankadeild 

(P) Promu de 2. deild karla 

## Classement
| Rang | Équipe                   | Pts | J  | G  | N | P  | Bp | Bc | Diff |
| ---- | ------------------------ | --- | -- | -- | - | -- | -- | -- | ---- |
| 1    | Thor AkureyriR           | 50  | 22 | 16 | 2 | 4  | 40 | 20 | +20  |
| 2    | Vikingur Ólafsvík        | 42  | 22 | 13 | 3 | 6  | 36 | 21 | +15  |
| 3    | Thróttur Reykjavík       | 33  | 22 | 9  | 6 | 7  | 34 | 26 | +8   |
| 4    | KA Akureyri              | 33  | 22 | 9  | 6 | 7  | 34 | 30 | +4   |
| 5    | Haukar Hafnarfjörður     | 33  | 22 | 9  | 6 | 7  | 23 | 25 | -2   |
| 6    | Vikingur ReykjavikR      | 31  | 22 | 8  | 7 | 7  | 34 | 31 | +3   |
| 7    | Fjölnir Reykjavík        | 29  | 22 | 7  | 8 | 7  | 39 | 26 | +13  |
| 8    | Tindastóll SauðárkrókurP | 27  | 22 | 8  | 3 | 11 | 34 | 42 | -8   |
| 9    | BÍ/Bolungarvík           | 26  | 22 | 6  | 8 | 8  | 31 | 37 | -6   |
| 10   | Leiknir Reykjavík        | 25  | 22 | 6  | 7 | 9  | 33 | 36 | -3   |
| 11   | Höttur EgilsstaðirP      | 21  | 22 | 5  | 6 | 11 | 30 | 41 | -11  |
| 12   | IR Reykjavik             | 14  | 22 | 4  | 2 | 16 | 19 | 52 | -33  |

- Promu en Pepsi-deild
- Relégation en 2. deild karla 2013

## Bilan de la saison
Thor Akureyri termine la saison sacré champion de deuxième division. Ils sont donc promus en Pepsi-deildin karla, tout comme Vikingur Ólafsvík, vice-champion. Höttur Egilsstaðir et IR Reykjavik sont eux relégués 2. deild karla après avoir terminé respectivement avant-dernier et dernier.